# Ernst Zumbach
Ernst Zumbach (* 11. Juli 1894 in Unterägeri; † 28. Februar 1976 in Zug) war ein Schweizer Jurist und Historiker.

## Leben
Zumbach besuchte das Gymnasium in Einsiedeln, absolvierte 1917 die Matura und studierte danach Rechtswissenschaften an der Universität Freiburg, wo er 1922 zum Dr. iur. promovierte. Von 1921 bis 1934 war er der erste Regierungssekretär des Kantons Zug, und von 1934 bis 1959 war er Landschreiber des Kantons (und somit u. a. zuständig für das Kantonsarchiv Zug). Von 1935 bis 1958 war er Präsident der katholischen Kirchgemeinde Zug. Zumbach war konservativ und verfasste Publikationen zur Zuger Personen- und Rechtsgeschichte.

## Schriften (Auswahl)
- Die Fischereirechte des Aegerisees. Historisch-dogmatische Studie. Zürcher, Zug 1922 (Dissertation Universität Fribourg).
- Die zugerischen Ammänner und Landammänner. Rechtsgeschichtliche Entwicklung des Landammannamts u. nach den Quellen bearbeiteter Katalog seiner Inhaber. P. von Matt, Stans 1932.
- (Mitbearb.): Urkundenbuch von Stadt und Amt Zug. Vom Eintritt in den Bund bis zum Ausgang des Mittelalters 1352-1528. Verlag des Kantonsarchiv Zug 1952.
- Zugerisches Ämterbuch. Organisation und Personalbestand der Behörden und Ämter des Kantons und der Gemeinden. Speck, Zug 1953.
- Die Ammänner des Einsiedler Gotteshausgerichts in Menzingen. Zuger Verein für Heimatgeschichte 1961.
- Repertorium der Akten, Bücher und Urkunden des Kantonsarchivs Zug bis 1798. Zug 1964.
- (mit Albert Iten): Wappenbuch des Kantons Zug. Heraldik und Familiengeschichte. 2. Aufl. Kalt-Zehnder, Zug 1974.